# Tomasz Kalisz
Tomasz Józef Kalisz – polski prawnik, dr hab. nauk prawnych, profesor nadzwyczajny i kierownik Zakładu Prawa Karnego Wykonawczego Wydziału Prawa, Administracji i Ekonomii Uniwersytetu Wrocławskiego.

## Życiorys
W 1999 ukończył studia prawnicze na Uniwersytecie Wrocławskim, 3 listopada 2003 obronił pracę doktorską Zatrudnienie skazanych odbywających karę pozbawienia wolności, 13 czerwca 2011 habilitował się na podstawie pracy zatytułowanej Sędziowski nadzór penitencjarny. Polski model nadzoru i kontroli nad legalnością i prawidłowością wykonywania środków o charakterze izolacyjnym. Jest profesorem nadzwyczajnym i kierownikiem Zakładu Prawa Karnego Wykonawczego Wydziału Prawa, Administracji i Ekonomii Uniwersytetu Wrocławskiego.
Był członkiem (Zespołu Specjalistycznego, Interdyscyplinarnego, Doradcze i Zadaniowe Ministra; Konwentu Rzeczników Ministerstwa Nauki i Szkolnictwa Wyższego.